# السوق المالية السعودية (تداول)
تداول هو السوق الرئيسي لتداول الأسهم في المملكة العربية السعودية إلى جانب سوق نمو الذي يعتبر سوق موازي لتداول أسهم الشركات الناشئة. تقدر القيمة السوقية لأسهم للشركات المدرجة في السوق الرئيسي بـ 9,8 تريليون  (2.62 تريليون دولار). يعتبر تداول أكبر سوق لرأس المال في منطقة الشرق الأوسط وشمال أفريقيا.  اعتبارًا من ديسمبر 2019، تعتبر تداول تاسع أكبر سوق للأوراق المالية في العالم. ويتم حساب مؤشر السوق السعودية من خلال مجموع القيم السوقية للأسهم الحرة لليوم، ومجموع القيم السوقية للأسهم الحرة لليوم السابق مضروبة في قيمة المؤشر لليوم السابق.
في مطلع عام 2019 انضمت السوق المالية السعودية إلى مؤشرات فوتسي راسل وإس أند بي داو جونز للأسواق الناشئة، ويعد انضمامها بمثابة شهادة ثقة من المستثمرين في السوق وأيضاً يعبر عن نجاح الإصلاحات التي يهدف برنامج تطوير القطاع المالي ورؤية المملكة 2030 إلى تحقيقها.
وفي نوفمبر 2023 أطلقت شركة CSOP Asset Management، ومقرها هونغ كونغ أول صندوق في آسيا لتداول الأسهم السعودية واسمه (سي.إس.أو.بي السعودية إي.إف.تي).
يعمل تداول من يوم الأحد إلى الخميس على فترة واحدة من الساعة العاشرة صباحاً حتى الساعة الثالثة عصراً. وصل السوق إلى أعلى مستوياته في يوم 25 فبراير 2006، حين كان مجموع النقاط (20,966.58) ووصل أدنى مستوى له في مارس 2009، حيث سجل (4068) نقطة، وتصل عدد شركات المتداولة في السوق إلى 212 شركة.

## التاريخ
تعود البدايات التاريخية لسوق الأسهم السعودي إلى عام 1932م حين أنشئت أول شركة مساهمة في المملكة العربية السعودية وهي الشركة العربية للسيارات، وفيما بعد توالى إنشاء شركات أخرى خصوصا في السبعينيات الميلادية، إذ تزايدت أعداد هذه الشركات ووصل عددها عام 1975 إلى 14 شركة مساهمة.
مع تطور عدد الشركات المساهمة نشأ سوق غير رسمي للأسهم في أوائل الثمانينيات، واستمر السوق في العمل بشكل ُ غير رسمي حتى عام 1984، إلى أن صدر الأمر السامي رقم (1230/8) في عام 1984م بتنظيم التداول، وأوكلت مهمة الإشراف على نشاط السوق وتنفيذ القواعد المنظمة لعملية التداول إلى مؤسسة النقد العربي السعودي، حيث عِهد إليه بمهمة التنظيم اليومي للسوق. وقد تم حصر الوساطة في تداول الأسهم عن طريق البنوك التجارية بهدف تحسين الإطار التنظيمي للتداول. وفي عام 1984 تم تأسيس «الشركة السعودية لتسجيل الأسهم» عن طريق البنوك التجارية. وتقدم هذه الشركة تسهيلات للتسجيل المركزي للشركات المساهمة، وتقوم بتسوية وتقاص جميع عمليات الأسهم. وقد أدخل نظام التسوية الآلية والتقاص في عام 1989 .وتم تطوير النظام الآلي لمعلومات الأسهم، وتشغيله من قبل المؤسسة في عام 1990 .كما قد تم تشغيل نظام تداول ابتداء من أكتوبر 2001م وهو النظام الجديد لتداول الأوراق المالية والتقاص والتسوية. وفي تاريخ 2-6-1424 هـ، الموافق 31-7-2003 م، تأسست «هيئة السوق المالية» بموجب نظام السوق المالية الصادر بالمرسوم الملكي رقم (م/ 30). وتمثل الجهاز الحكومي المسؤول عن إدارة وتنظيم السوق المالية السعودية، وترتبط مباشرة برئيس مجلس الوزراء. وتتمتع الهيئة بالشخصية الاعتبارية والاستقلال المالي والإداري، وتهدف الهيئة لتنظيم وتطوير السوق المالية في المملكة، ولها وضع وفرض اللوائح والقواعد الهادفة إلى حماية المستثمرين، وضمان العدالة والكفاءة في سوق الأوراق المالية.

## العوائد السنوية
يوضح الجدول التالي التطور السنوي لمؤشر تداول العام منذ عام 2001.
| عام  | مستوى الإغلاق | التغيير في المؤشر بالنقاط | التغيير في المؤشر بـ % |
| ---- | ------------- | ------------------------- | ---------------------- |
| 2001 | 2,430.11      |                           |                        |
| 2002 | 2,518.08      | 87.97                     | 3.62                   |
| 2003 | 4,437.58      | 1,919.50                  | 76.23                  |
| 2004 | 8,206.23      | 3,768.65                  | 84.93                  |
| 2005 | 16,712.64     | 8,506.41                  | 103.66                 |
| 2006 | 7,933.29      | −8,779.35                 | −52.53                 |
| 2007 | 11,175.96     | 3,242.67                  | 40.87                  |
| 2008 | 4,802.99      | −6,372.97                 | −57.02                 |
| 2009 | 6,121.76      | 1,318.77                  | 27.46                  |
| 2010 | 6,620.75      | 498.99                    | 8.15                   |
| 2011 | 6,418.13      | −202.62                   | −3.06                  |
| 2012 | 6,801.22      | 383.09                    | 5.97                   |
| 2013 | 8,536.60      | 1,734.38                  | 25.50                  |
| 2014 | 8,333.30      | −202.30                   | −2.37                  |
| 2015 | 6,911.76      | −1,421.54                 | −17.06                 |
| 2016 | 7,210.43      | 298.67                    | 4.32                   |
| 2017 | 7,226.32      | 15.89                     | 0.22                   |
| 2018 | 7,826.73      | 600.41                    | 8.31                   |
| 2019 | 8,389.23      | 562.50                    | 7.19                   |
| 2020 | 8,689.53      | 300.30                    | 3.58                   |

| العوائد السنوية لمؤشر تداول السعودية العام |             |             |              |                |
| السنة                                      | بداية السنة | نهاية السنة | ربح أو خسارة | ربح أو خسارة % |
| 2002                                       | 2430.11     | 2518.08     | 87.97        | 3.62%          |
| 2003                                       | 2518.08     | 4437.58     | 1919.5       | 76.23%         |
| 2004                                       | 4437.58     | 8206.23     | 3768.65      | 84.93%         |
| 2005                                       | 8206.23     | 16712.64    | 8506.41      | 103.66%        |
| 2006                                       | 16712.64    | 7933.29     | -8779.35     | -52.53%        |
| 2007                                       | 7933.29     | 11175.96    | 3242.67      | 40.87%         |
| 2008                                       | 11175.96    | 4802.99     | -6372.97     | -57.02%        |
| 2009                                       | 4802.99     | 6121.76     | 1318.77      | 27.46%         |
| 2010                                       | 6121.76     | 6620.75     | 498.99       | 8.15%          |
| 2011                                       | 6620.75     | 6418.13     | -202.62      | -3.06%         |
| 2012                                       | 6418.13     | 6801.22     | 383.09       | 5.97%          |
| 2013                                       | 6801.22     | 8536.6      | 1734.38      | 25.50%         |
| 2014                                       | 8535.6      | 8333.3      | -202.3       | -2.37%         |
| 2015                                       | 8333.3      | 6911.76     | -1421.54     | -17.06%        |
| 2013                                       | 6911.76     | 7210.43     | 298.67       | 4.32%          |
| 2017                                       | 7210.43     | 7226.32     | 15.89        | 0.22%          |
| 2018                                       | 7226.32     | 7826.73     | 600.41       | 8.31%          |
| 2019                                       | 7826.73     | 8389.23     | 562.5        | 7.19%          |
| 2020                                       | 8389.23     | 8689.53     | 300.3        | 3.58%          |

## قائمة الشركات[9]

### قطاع المصارف والخدمات المالية
| الرمز | الشركة                  |
| ----- | ----------------------- |
| 1060  | البنك السعودي البريطاني |
| 1050  | البنك السعودي الفرنسي   |
| 1040  | البنك السعودي الهولندي  |
| 1030  | البنك السعودي للاستثمار |
| 1080  | البنك العربي الوطني     |
| 1140  | بنك البلاد              |
| 1020  | بنك الجزيرة             |
| 1010  | بنك الرياض              |
| 1090  | مجموعة سامبا المالية    |
| 1120  | مصرف الراجحي            |
| 1150  | مصرف الإنماء            |
| 1180  | البنك الأهلي السعودي    |

### قطاع الصناعات البتروكيماوية
| الرمز | الشركة                                          |
| ----- | ----------------------------------------------- |
| 2310  | الشركة السعودية العالمية للبتروكيماويات (سبكيم) |
| 2010  | الشركة السعودية للصناعات الأساسية (سابك)        |
| 2250  | المجموعة السعودية للاستثمار الصناعي             |
| 2020  | شركة سابك للمغذيات الزراعية (سافكو)             |
| 2330  | الشركة المتقدمة للبتروكيماويات                  |
| 2060  | شركة التصنيع الوطنية                            |
| 2260  | شركة الصحراء للبتروكيماويات                     |
| 2170  | شركة اللجين                                     |
| 2380  | شركة رابغ للتكرير والبتروكيماويات (بترو رابغ)   |
| 2350  | شركة كيان السعودية للبتروكيماويات               |
| 2210  | شركة نماء للكيماويات                            |
| 2290  | شركة ينبع الوطنية للبتروكيماويات(ينساب)         |
| 2002  | الشركة الوطنية للبتروكيماويات(بتروكيم)          |
| 2001  | شركة كيمائيات الميثانول(كيمانول)                |

### قطاع الاسمنت
يعتبر هذا القطاع من انشط القطاعات في السوق السعودي وفي بعض الأحيان يدعم هذا القطاع السوق السعودي ككل.

| الرمز | الشركة                               |
| ----- | ------------------------------------ |
| 3040  | شركة اسمنت القصيم                    |
| 3050  | شركة إسمنت المنطقة الجنوبية          |
| 3080  | شركة اسمنت المنطقة الشرقية           |
| 3020  | شركة اسمنت اليمامة السعودية المحدودة |
| 3090  | شركة اسمنت تبوك                      |
| 3060  | شركة اسمنت ينبع                      |
| 3030  | شركة الأسمنت السعودية                |
| 3010  | شركة الاسمنت العربية                 |
| 3002  | شركة اسمنت نجران                     |
| 3001  | شركة اسمنت حائل                      |
| 3003  | شركة اسمنت المدينة                   |
| 3004  | شركة اسمنت المنطقة الشمالية          |
| 3091  | شركة اسمنت الجوف                     |
| 3005  | شركة اسمنت أم القرى                  |

### قطاع التجزئة
يتكون هذا المؤشر من اسهم الشركات التي تبيع منتجاتها أو تقدم خدماتها للمستهلك النهائي مباشرة خاصة على مستوى الأفراد فيزود قطاع التجزئة، مثل: الهايبرز، السوبر ماركت، المستشفيات، المجمعات الطبية، الأسواق التجارية، المعارض، وحتى المحلات الصغيرة، وبهذا يكون دور قطاع التجزئة هو عرض وبيع السلع أو تقديم الخدمات الصحية للمستهلك النهائي.
وبالرغم من نمو هذا القطاع بشكل ملحوظ في العشر سنوات الأخيرة إلا أن هناك بعض الشركات التي تعاني من صعوبة تحصيل بعض المبالغ بسبب سوء السياسات التسويقية لها سواء كان ذلك على مستوى السعر، الجودة، أو خدمات ما بعد البيع، بالإضافة الي ذوق ومزاجية المستهلك وبالفعل بدأت بعض الشركات العملاقة في تطوير سياستها التسويقية خاصة التي تتعلق بخدمات ما بعد البيع والتي لا تلبي احتياجات المستهلك.
| الرمز | الشركة                                   |
| ----- | ---------------------------------------- |
| 4050  | الشركة السعودية لخدمات السيارات والمعدات |
| 4160  | شركة ثمار التنمية القابضة                |
| 4290  | شركة الخليج للتدريب والتعليم             |
| 4200  | شركة الدريس للخدمات البترولية والنقليات  |
| 4190  | شركة جرير للتسويق                        |
| 4240  | شركة فواز عبد العزيز الحكير وشركاه       |
| 4180  | مجموعة فتيحي القابضة                     |
| 4001  | شركة أسواق عبد الله العثيم               |
| 4002  | شركة المواساة للخدمات الطبية             |
| 4003  | الشركة المتحدة للإلكترونيات (اكسترا)     |
| 4004  | شركة دله للخدمات الصحية                  |
| 4005  | الشركة الوطنية للرعاية الطبية            |
| 4006  | الشركة السعودية للتسويق (أسواق المزرعة)  |
| 4007  | شركة الحمادي للتنمية والاستثمار          |
| 4008  | الشركة السعودية للعدد والأدوات           |

### قطاع الطاقة والمرافق الخدمية
يتكون هذا القطاع من ثلاث شركات فقط وهي تعمل في مجال إنتاج الطاقة ونقلها وتوزيعها في المملكة العربية السعودية وهم:-
| الرمز | الشركة                      |
| ----- | --------------------------- |
| 2222  | أرامكو السعودية             |
| 5110  | الشركة السعودية للكهرباء    |
| 2080  | شركة الغاز والتصنيع الاهلية |

### قطاع الزراعة والصناعات الغذائية
| الرمز | الشركة                                            |
| ----- | ------------------------------------------------- |
| 2270  | الشركة السعودية لمنتجات الألبان والأغذية (سدافكو) |
| 6010  | الشركة الوطنية للتنمية الزراعية                   |
| 6050  | الشركة السعودية للأسماك                           |
| 6070  | شركة الجوف الزراعية                               |
| 6060  | شركة الشرقية للتنمية                              |
| 6020  | شركة القصيم القابضة للاستثمار                     |
| 2280  | شركة المراعي                                      |
| 2100  | شركة وفرة للصناعة والتنمية                        |
| 6080  | شركة بيشة للتنمية الزراعية                        |
| 6040  | شركة تبوك للتنمية الزراعية                        |
| 6090  | شركة جازان للتنمية                                |
| 6030  | شركة حائل للتنمية الزراعية                        |
| 4061  | شركة مجموعة أنعام الدولية القابضة                 |
| 2050  | مجموعة صافولا                                     |

### قطاع الاتصالات وتقنية المعلومات
يتكون هذا المؤشر من اسهم الشركات التي تعمل في مجال تقنية الاتصالات والمعلومات وهو يعتبر من القطاعات النشطة في السوق السعودي.
| الرمز | الشركة                                 |
| ----- | -------------------------------------- |
| 7020  | شركة اتحاد اتصالات                     |
| 7010  | شركة الاتصالات السعودية                |
| 7030  | شركة الاتصالات المتنقلة السعودية (زين) |
| 7040  | عذيب للاتصالات "جو GO"                 |

### قطاع التأمين
يعتبر قطاع التأمين من أهم القطاعات في السوق السعودي من حيث النشاط ومن حيث النمو الذي يشهده هذا القطاع من عشر سنوات حتى الآن ويعتبر قطاع التأمين جزء مكمل للنظام المصرفي، بل لا يقل أهمية من حيث الموارد المالية، بخاصة السيولة التي استطاعت شركات التأمين الوصول إليها وجمعها، كما تطورت الأساليب والأعمال الفنية التي تقوم بها شركات التأمين، حيث ظهرت أعمال إعادة التأمين والشركات التي تقدم الخدمات المتصلة بها.
| الرمز | الشركة                                                   |
| ----- | -------------------------------------------------------- |
| 8220  | شركة وقاية للتأمين وإعادة التأمين التكافلي (وقاية)       |
| 8230  | الراجحي للتأمين التعاوني (تكافل الراجحي)                 |
| 8140  | الشركة الأهلية للتأمين التعاوني                          |
| 8040  | الشركة السعودية الفرنسية للتأمين التعاوني (أليانز إس إف) |
| 8060  | الشركة السعودية المتحدة للتأمين التعاوني (ولاء للتأمين)  |
| 8110  | الشركة السعودية الهندية للتأمين التعاوني                 |
| 8200  | الشركة السعودية لإعادة التأمين التعاونية (إعادة)         |
| 8100  | الشركة العربية السعودية للتأمين التعاوني (سايكو)         |
| 8150  | المجموعة المتحدة للتأمين التعاوني (أسيج)                 |
| 8210  | بوبا العربية للتأمين التعاوني                            |
| 8080  | ساب تكافل                                                |
| 8050  | شركة أياك السعودية للتأمين التعاوني (سلامة)              |
| 8120  | شركة اتحاد الخليج للتأمين التعاوني                       |
| 8130  | شركة الأهلي للتكافل                                      |
| 8170  | شركة الاتحاد للتأمين التعاوني                            |
| 8160  | شركة التأمين العربية التعاونية                           |
| 8010  | شركة التعاونية للتأمين                                   |
| 8070  | شركة الدرع العربي للتأمين التعاوني                       |
| 8180  | شركة الصقر للتأمين التعاوني                              |
| 8030  | شركة المتوسط والخليج للتأمين وإعادة التأمين التعاوني     |
| 8090  | شركة سند للتأمين وإعادة التأمين التعاوني                 |
| 8020  | شركة ملاذ للتأمين التعاوني                               |
| 8240  | شركة ايس للتأمين التعاوني                                |
| 8270  | شركة بروج للتأمين التعاوني                               |
| 8190  | الشركة المتحدة للتأمين التعاوني (المتحدة)                |
| 8312  | شركة الإنماء طوكيو مارين                                 |

### قطاع الاستثمار المتعدد
| الرمز | الشركة                                   |
| ----- | ---------------------------------------- |
| 2190  | الشركة السعودية للخدمات الصناعية (سيسكو) |
| 2120  | الشركة السعودية للصناعات المتطورة        |
| 2140  | شركة أيان للاستثمار                      |
| 4130  | شركة الباحة للإستثمار والتنمية           |
| 2030  | شركة المصافي العربية السعودية            |
| 4280  | شركة المملكة القابضة                     |
| 4080  | شركة سناد القابضة                        |

### قطاع الاستثمار الصناعي
يتكون هذا المؤشر من أسهم الشركات التي تعمل في عدة صناعات بدءا بصناعة الورق الصحي، ومرورا بصناعة الأكياس والزجاج، وانتهاء بصناعة المفروشات، المنتجات الكيميائية، والتكييف، وأخيرا صناعات الدواء والتعدين.
| الرمز | الشركة                                               |
| ----- | ---------------------------------------------------- |
| 2300  | الشركة السعودية لصناعة الورق                         |
| 4140  | الشركة السعودية للصادرات الصناعية                    |
| 2070  | الشركة السعودية للصناعات الدوائية والمستلزمات الطبية |
| 2230  | الشركة الكيميائية السعودية                           |
| 2220  | الشركة الوطنية للتصنيع وسبك المعادن(معدنية)          |
| 2150  | شركة الصناعات الزجاجية الوطنية                       |
| 2340  | شركة العبداللطيف للاستثمار الصناعي                   |
| 2180  | شركة تصنيع مواد التعبئة والتغليف(فيبكو)              |
| 1201  | شركة تكوين المتطورة للصناعات                         |
| 1210  | شركة الصناعات الكيميائية الأساسية                    |
| 1212  | مجموعة أسترا الصناعية                                |
| 1213  | شركة مجموعة السريع التجارية الصناعية                 |
| 1214  | شركة الحسن غازي إبراهيم شاكر                         |
| 1211  | شركة التعدين العربية السعودية (معادن)                |
| 0000  | شركة الشرق الأوسط لصناعة وإنتاج الورق                |

### قطاع التشييد والبناء
يتكون مؤشر قطاع التشييد والبناء من أسهم الشركات التي تعمل في مجال الاعمار والبناء ويعتبر هذا القطاع من أنشط القطاعات في السوق السعودي بالإضافة إلى أنه من أنشط قطاعات التشييد والبناء في الخليج ومتوقع أن ينمو هذا القطاع في السنوات القادمة أكثر
| الرمز | الشركة                                          |
| ----- | ----------------------------------------------- |
| 2360  | الشركة السعودية لإنتاج الأنابيب الفخارية        |
| 2130  | الشركة السعودية للتنمية الصناعية (صدق)          |
| 2200  | الشركة العربية للأنابيب                         |
| 2320  | شركة البابطين للطاقة والاتصالات                 |
| 4230  | شركة البحر الأحمر العالمية                      |
| 2090  | شركة الجبس الأهلية                              |
| 2040  | شركة الخزف السعودي                              |
| 2240  | شركة الزامل للاستثمار الصناعي                   |
| 2370  | شركة الشرق الأوسط للكابلات المتخصصة (مسك)       |
| 2110  | شركة الكابلات السعودية                          |
| 2160  | شركة اميانتيت العربية السعودية                  |
| 1301  | شركة اتحاد مصانع الأسلاك                        |
| 1310  | مجموعة محمد المعجل                              |
| 1303  | شركة الصناعات الكهربائية                        |
| 1320  | الشركة السعودية لأنابيب الصلب (انابيب السعودية) |
| 1330  | شركة أبناء عبدالله عبدالمحسن الخضري             |

### قطاع التطوير العقاري
يتكون مؤشر قطاع التطوير العقاري من أسهم الشركات التي عمل في تملك العقارات والأراضي وبنائها وتطويرها، إقامة مباني سكنية وتجارية عليها وبيعها أو تأجيرها، وإدارة العقارات لحسابها أو لحساب الغير بالإضافة إلى امتلاك وتطوير العقارات، وإدارتها، واستثمارها، والقيام بكافة الأعمال الهندسية اللازمة للإنشاء والتعمير والصيانة وأعمال الهدم والمسح الخاصة بها كما تنشط شركات أخرى في تملك العقارات والمستشفيات والفنادق والمرافق الترفيهية، واستثمارها بالبيع والشراء وإدارتها وتشغيلها وصيانتها، المقاولات المعمارية، والنشاطات الزراعية والصناعية ويدخل ضمن اختصاص بعض شركات القطاع، إقامة المرافق والمباني التجارية والمكتبية والسكنية ومباني الخدمات واستثمارها، إقامة المجمعات السكنية وبيعها أو تأجيرها بالنقد أو بالتقسيط، إدارة المشاريع، إقامة المنتزهات العامة، والمجمعات السياحية، إنشاء المعارض التجارية والصناعية لغرض بيعها أو تأجيرها أو إدارتها.وللمدن الصناعية نصيب في أنشطة هذه الشركات، فتتولى شركتان تطوير العقارات والأراضي المستصلحة، والأراضي الأخرى في المناطق الاقتصادية الخاصة، بتطوير البنى الأساسية، وترويج وتسويق وبيع قطع أراض بعد ذلك.
| الرمز | الشركة                           |
| ----- | -------------------------------- |
| 4220  | إعمار المدينة الاقتصادية         |
| 4020  | الشركة العقارية السعودية         |
| 4150  | شركة الرياض للتعمير              |
| 4250  | شركة جبل عمر للتطوير             |
| 4300  | شركة دار الأركان للتطوير العقاري |
| 4090  | شركة طيبة القابضة                |
| 4100  | شركة مكة للإنشاء والتعمير        |
| 4310  | مدينة المعرفة الاقتصادية         |

### قطاع النقل
يتكون قطاع النقل من أسهم الشركات التي تعمل في مجال خدمات قطاع النقل ومتوقع نمو هذه الشركات وذلك نظراً لتوسع الحكومة في إنشاء مشاريع البنى التحتية وحركة البناء والتطوير التي تشهدها كبريات شركات القطاع الخاص، بالإضافة إلى الجهود المبذولة التي تسعى لها دول الخليج لتطبيق النظام الموحد للإجراءات الجمركية وتسهيل مرور الشاحنات بين دول الخليج
| الرمز | الشركة                                           |
| ----- | ------------------------------------------------ |
| 4040  | الشركة السعودية للنقل الجماعي (سابتكو)           |
| 4110  | الشركة السعودية للنقل والاستثمار (مبرد)          |
| 4260  | الشركة المتحدة الدولية للمواصلات (بدجت السعودية) |
| 4030  | الشركة الوطنية السعودية للنقل البحري             |

### قطاع الاعلام والنشر
يتكون قطاع الاعلام والنشر من أسهم الشركات التي تعمل في مجال الطباعة والعلاقات العامة والإعلان ويعتبر قطاع الإعلام والنشر من القطاعات التي تعد دورية وتتأثر بالتغيرات الاقتصادية ومراحلها وبالتالي فإن الأداء الإيجابي للاقتصاد ينعكس إيجابيا على هذا القطاع.
| الرمز | الشركة                              |
| ----- | ----------------------------------- |
| 4270  | الشركة السعودية للطباعة والتغليف    |
| 4210  | المجموعة السعودية للأبحاث والتسويق  |
| 4070  | شركة تهامه للاعلان والعلاقات العامة |

### قطاع الفنادق والسياحة
يتكون مؤشر قطاع الفنادق والسياحة من أسهم الشركات التي تعمل في إنشـاء وتملك وإدارة الفنادق والمطاعم والاستراحات والشواطيء على اختلاف أنواعها ويعتبر هذا القطاع غير مكتمل النمو ولكن متوقع ان يزداد نموه في السنوات القادمة خاصة وان هناك زيادة في نسبة الاستثمارات الموجهة في قطاع الفنادق.
| الرمز | الشركة                      |
| ----- | --------------------------- |
| 4010  | شركة دور للضيافة            |
| 4170  | شركة المشروعات السياحية     |
| 1810  | مجموعة الطيار للسفر القابضة |
| 1820  | مجموعة الحكير               |

### انهيار سوق الأسهم

شعار سوق الأسهم السعودي (تداول)

انهار سوق الأسهم السعودي والذي يعرف باسم (فبراير الأسود) في عام 2006 وكان عدد الشركات المدرجة 76 شركة مما تسبب بخسارة تقدر بتريليون ريال سعودي مما أدّى إلى إفلاس الكثير من التجار ومتوسطي الدخل.
شهد اليوم الثاني للانهيار الأحد 26 فبراير 2006 موجة بيع جماعية في الدقيقة الأولى من التداول تسببت في زيادة حدة الهلع وملامسة أكثر من 60 شركة نسبتها الدنيا، وإغلاق جميع شركات السوق على انخفاض حاد حيث تم تنفيذ بيع 1.5 مليون سهم في الدقيقة الأولى للتداول خصوصاً بعد أن اتخذت هيئة السوق المالية قرار تخفيض نسبة التذبذب إلى 5% وتنفيذه مع بداية تداولات يوم السبت 25 فبراير من العام 2006. خسر المؤشر العام في اليوم الثاني للانهيار ما يقرب من 980 نقطة تعادل 4.75% من مجمل السوق، وخسرت الأسهم ما يقرب من 144.5 مليار ريال من قيمتها السوقية مغلقة بذلك أبواب الأمل في عودة السوق أو استقراره عند مستويات التصحيح المعقولة.
كارثة اقتصادية قومية أصابت المواطنين، كشفت عن تدني مستوى الإدارة الاقتصادية التي لم تنجح في قراءة أزمة السوق قبل حدوثها، ولم تهبها القدر الكافي من الأهمية، ثم عجزت عن إدارتها والتعامل معها التعامل الأمثل ما ساعد في وقوع الكارثة الاقتصادية الكبرى في تاريخ البلاد. أرجع البعض سبب الانهيار إلى أمور كثيرة منها وقف عدد من المضاربين وتخوف آخرين من عقوبات مشابهة، وإلى قرار تحديد نسبة التذبذب وإلغاء الكسور، ومنع إعادة عمولات المضاربين، وهي أسباب تبدو ضعيفة مقارنة بسبب الانهيار الرئيس المتمثل في تضخم الأسعار الذي أسهمت الجهات الرقابية في حدوثه.
مما استدعى تدخل الملك عبد الله شخصيا لحل الأزمة حيث أمر بتجزئة الأسهم وتخفيض نسب التذبذب
والسماح للمقيمين من غير السعوديين الاستثمار بشكل مباشر في سوق الأسهم وعدم قصره على صناديق الاستثمار وتخفيض القيمة الاسمية للسهم مما يسمح بتجزئة الأسهم والتي صدرت بها قرارات من هيئة السوق المالية وتم تطبيقها وايضاً.

## أسعار الإغلاق السنوية
في 26 يناير عام 1994 م كانت القيمة السوقية 1,751.71, بالأسفل أسعار إغلاق تداول السنوية منذ عام 1994 م وحتى عام 2018 م
| السنة | القيمة    |
| 1994  | 1,282.87  |
| 1995  | 1,367.56  |
| 1996  | 1,531.00  |
| 1997  | 1,957.80  |
| 1998  | 1,413.10  |
| 1999  | 2,028.53  |
| 2000  | 2,258.29  |
| 2001  | 2,430.11  |
| 2002  | 2,518.08  |
| 2003  | 4,437.58  |
| 2004  | 8,206.23  |
| 2005  | 16,712.64 |
| 2006  | 7,933.29  |
| 2007  | 11,175.96 |
| 2008  | 4,802.99  |
| 2009  | 6,121.76  |
| 2010  | 6,620.75  |
| 2011  | 6,417.73  |
| 2012  | 6,801.22  |
| 2013  | 8,535.60  |
| 2014  | 8,333.30  |
| 2015  | 6,911.76  |
| 2016  | 7,210.43  |
| 2017  | 7,226.32  |
| 2018  | 7,826.73  |

## معلومات السوق
إن إدارة خدمات معلومات السوق مسؤولة عن الترخيص لاستخدام معلومات تداول لمزودي خدمة المعلومات ومؤسسات الوساطة من خلال عقود واتفاقيات مشروطة لضمان توفير معلومات تداول لجميع المشاركين في السوق المالية السعودية (تداول) باستخدام أحدث الوسائل التقنية المتاحة.

## الإكتتابات
تاريخ إكتتابات الشركات التي إدرجت في السوق منذ عام 2010م حتى ديسمبر 2021م.
| اسم الشركة                                                          | عدد الأسهم المطروحة للإكتتاب | سعر الطرح | السوق                     | تاريخ بدء الإكتتاب | تاريخ نهاية الإكتتاب | ملاحظات | المصدر |
| ------------------------------------------------------------------- | ---------------------------- | --------- | ------------------------- | ------------------ | -------------------- | ------- | ------ |
| شركة الوسائل الصناعية                                               | 2,500,000                    | -         | نمو                       | 2021-12-26         | 2021-12-30           |         |        |
| جاهز الدولية لتقنية نظم المعلومات                                   | 1,888,523                    | -         | نمو                       | 2021-12-23         | 2021-12-26           |         |        |
| شركة تقدم العالمية                                                  | 400,000                      | -         | نمو                       | 2021-12-12         | 2021-12-16           |         |        |
| شركة المنجم للأغذية                                                 | 18,000,000                   | 60        | الرئيسية                  | 2021-12-05         | 2021-12-06           |         |        |
| شركة مجموعة تداول السعودية القابضة                                  | 36,000,000                   | 105       | الرئيسية                  | 2021-11-30         | 2021-12-02           |         |        |
| شركة جروب فايف السعودية للأنابيب                                    | 2,800,000                    | 35        | نمو                       | 2021-11-14         | 2021-11-18           |         |        |
| شركة النايفات للتمويل                                               | 35,000,000                   | 34        | الرئيسية                  | 2021-11-07         | 2021-11-08           |         |        |
| الشركة العربية للتعهدات الفنية                                      | 15,000,000                   | 100       | الرئيسية                  | 2021-10-26         | 2021-10-28           |         |        |
| شركة الحاسوب للتجارة                                                | 280,000                      | 95        | نمو                       | 2021-10-24         | 2021-10-26           |         |        |
| شركة أعمال المياه والطاقة الدولية                                   | 81,199,299                   | 56        | الرئيسية                  | 2021-09-29         | 2021-10-01           |         |        |
| الشركة العربية لخدمات الإنترنت والاتصالات                           | 24,000,000                   | 151       | الرئيسية                  | 2021-09-19         | 2021-09-21           |         |        |
| شركة مطاعم بيت الشطيرة للوجبات السريعة                              | 725,000                      | 165       | نمو                       | 2021-08-15         | 2021-08-23           |         |        |
| شركة التنمية الغذائية                                               | 6,000,000                    | 67        | الرئيسية                  | 2021-07-27         | 2021-07-27           |         |        |
| شركة ذيب لتأجير السيارات                                            | 12,900,000                   | 40        | الرئيسية                  | 2021-03-21         | 2021-03-21           |         |        |
| شركة الخريف لتقنية المياه والطاقة                                   | 7,500,000                    | 72        | الرئيسية                  | 2021-02-16         | 2021-02-17           |         |        |
| صندوق الخبير للدخل المتنوع المتداول                                 | -                            | 10        | صناديق الاستثمار المغلقة  | 2020-12-06         | 2020-12-24           |         |        |
| شركة بن داود القابضة                                                | 22,860,000                   | 96        | الرئيسية                  | 2020-10-08         | 2020-10-12           |         |        |
| شركة أملاك العالمية للتمويل العقاري                                 | 27,180,000                   | 16        | الرئيسية                  | 2020-07-02         | 2020-07-05           |         |        |
| صندوق البلاد المتداول للمتاجرة بالذهب                               | -                            | 10        | صناديق المؤشرات           | 2020-04-12         | 2020-06-11           |         |        |
| مجموعة الدكتور سليمان الحبيب للخدمات الطبية                         | 52,500,000                   | 50        | الرئيسية                  | 2020-02-26         | 2020-03-03           |         |        |
| شركة سمو العقارية                                                   | 1,250,000                    | 24        | نمو                       | 2020-02-16         | 2020-04-30           |         |        |
| صندوق البلاد المتداول للصكوك السيادية السعودية                      | -                            | 10        | صناديق المؤشرات           | 2020-02-09         | 2020-02-20           |         |        |
| صندوق الإنماء المتداول لصكوك الحكومة السعودية المحلية – قصيرة الأجل | -                            | 100       | صناديق المؤشرات           | 2020-01-22         | 2020-02-24           |         |        |
| شركة الزيت العربية السعودية (أرامكو السعودية)                       | 3,000,000,000                | 32        | الرئيسية                  | 2019-11-17         | 2019-12-04           |         |        |
| شركة عطاء التعليمية                                                 | 12,000,000                   | 29        | الرئيسية                  | 2019-07-14         | 2019-07-18           |         |        |
| شركة المراكز العربية                                                | 95,000,000                   | 26        | الرئيسية                  | 2019-05-09         | 2019-05-09           |         |        |
| شركة مهارة للموارد البشرية                                          | 11,250,000                   | 69        | الرئيسية                  | 2019-05-08         | 2019-05-14           |         |        |
| صندوق شعاع ريت                                                      | 30,515,000                   | 10        | صناديق الاستثمار العقارية | 2019-03-25         | 2019-04-07           |         |        |
| شركة المعمر لأنظمة المعلومات                                        | 4,800,000                    | 45        | الرئيسية                  | 2019-03-17         | 2019-03-21           |         |        |
| صندوق الخبير ريت                                                    | 23,754,486                   | 10        | صناديق الاستثمار العقارية | 2018-11-11         | 2018-11-29           |         |        |
| الشركة الوطنية للتربية والتعليم                                     | 13,000,000                   | 19        | الرئيسية                  | 2018-10-22         | 2018-10-28           |         |        |
| شركة لجام للرياضة                                                   | 15,715,009                   | 52        | الرئيسية                  | 2018-08-01         | 2018-08-07           |         |        |
| صندوق بنيان ريت                                                     | 65,152,440                   | 10        | صناديق الاستثمار العقارية | 2018-04-15         | 2018-05-03           |         |        |
| صندوق میفك ریت                                                      | 40,456,800                   | 10        | صناديق الاستثمار العقارية | 2018-04-04         | 2018-05-15           |         |        |
| الشركة الوطنية للبناء والتسويق                                      | 1,200,000                    | 27        | نمو                       | 2018-04-01         | 2018-04-08           |         |        |
| صندوق سويكورب وابل ريت                                              | 35,400,000                   | 10        | صناديق الاستثمار العقارية | 2018-03-19         | 2018-04-08           |         |        |
| سدكو كابيتال ريت                                                    | 60,000,000                   | 10        | صناديق الاستثمار العقارية | 2018-01-24         | 2018-02-06           |         |        |
| جدوى ريت السعودية                                                   | 47,400,000                   | 10        | صناديق الاستثمار العقارية | 2018-01-03         | 2018-01-23           |         |        |
| صندوق الراجحي ريت                                                   | 42,670,130                   | 10        | صناديق الاستثمار العقارية | 2018-01-01         | 2018-01-14           |         |        |
| صندوق دراية ريت                                                     | 36,174,421                   | 10        | صناديق الاستثمار العقارية | 2017-12-27         | 2018-01-07           |         |        |
| صندوق الأهلي ريت 1                                                  | 41,250,000                   | 10        | صناديق الاستثمار العقارية | 2017-12-06         | 2017-12-19           |         |        |
| صندوق المشاعر ريت                                                   | 57,240,000                   | 10        | صناديق الاستثمار العقارية | 2017-11-01         | 2017-11-07           |         |        |
| صندوق ملكية عقارات الخليج ريت                                       | 19,850,000                   | 10        | صناديق الاستثمار العقارية | 2017-09-11         | 2017-09-17           |         |        |
| شركة زهرة الواحة للتجارة                                            | 4,500,000                    | 51        | الرئيسية                  | 2017-08-13         | 2017-08-20           |         |        |
| صندوق مشاركة ريت                                                    | 35,210,000                   | 10        | صناديق الاستثمار العقارية | 2017-07-25         | 2017-08-03           |         |        |
| صندوق المعذر ريت                                                    | 18,411,000                   | 10        | صناديق الاستثمار العقارية | 2017-07-02         | 2017-07-06           |         |        |
| شركة الكثيري القابضة                                                | 819,000                      | 31        | نمو                       | 2017-05-30         | 2017-06-06           |         |        |
| صندوق تعليم ريت                                                     | 8,550,000                    | 10        | صناديق الاستثمار العقارية | 2017-05-10         | 2017-05-16           |         |        |
| شركة ثوب الأصيل                                                     | 3,000,000                    | 85        | نمو                       | 2017-05-07         | 2017-05-18           |         |        |
| صندوق جدوى ريت الحرمين                                              | 66,000,000                   | 10        | صناديق الاستثمار العقارية | 2017-04-03         | 2017-04-09           |         |        |
| شركة بحر العرب لأنظمة المعلومات                                     | 2,000,000                    | 11        | نمو                       | 2017-02-05         | 2017-02-14           |         |        |
| شركة الأعمال التطويرية الغذائية                                     | 250,000                      | 65        | نمو                       | 2017-02-05         | 2017-02-13           |         |        |
| شركة مطابخ ومطاعم ريدان                                             | 6,750,000                    | 32        | نمو                       | 2017-02-05         | 2017-02-10           |         |        |
| شركة باعظيم التجارية                                                | 3,037,500                    | 39        | نمو                       | 2017-02-02         | 2017-02-09           |         |        |
| شركة عبد الله سعد محمد أبو معطي للمكتبات                            | 3,200,000                    | 15        | نمو                       | 2017-01-31         | 2017-02-09           |         |        |
| شركة مصنع الصمعاني للصناعات المعدنية                                | 225,000                      | 78        | نمو                       | 2017-01-30         | 2017-02-12           |         |        |
| شركة العمران للصناعة والتجارة                                       | 1,200,000                    | 28        | نمو                       | 2017-01-25         | 2017-02-09           |         |        |
| صندوق الجزيرة موطن ريت                                              | 11,800,000                   | 10        | صناديق الاستثمار العقارية | 2017-01-22         | 2017-01-25           |         |        |
| شركة لازوردي للمجوهرات                                              | 12,900,000                   | 37        | الرئيسية                  | 2016-06-05         | 2016-06-13           |         |        |
| شركة اليمامة للصناعات الحديدية                                      | 15,245,000                   | 36        | الرئيسية                  | 2016-04-27         | 2016-05-03           |         |        |
| شركة الشرق الأوسط للرعاية الصحية                                    | 27,612,000                   | 64        | الرئيسية                  | 2016-03-03         | 2016-03-09           |         |        |
| شركة الأندلس العقارية                                               | 21,000,000                   | 18        | الرئيسية                  | 2015-12-17         | 2015-12-23           |         |        |
| الشركة السعودية للخدمات الأرضية                                     | 56,400,000                   | 50        | الرئيسية                  | 2015-06-03         | 2015-06-09           |         |        |
| الشركة السعودية للعدد والأدوات                                      | 7,200,000                    | 70        | الرئيسية                  | 2015-04-22         | 2015-04-28           |         |        |
| شركة الشرق الأوسط لصناعة وإنتاج الورق                               | 15,000,000                   | 30        | الرئيسية                  | 2015-04-08         | 2015-04-14           |         |        |
| شركة الصناعات الكهربائية                                            | 13,500,000                   | 54        | الرئيسية                  | 2014-11-11         | 2014-11-17           |         |        |
| البنك الأهلي التجاري                                                | 500,000,000                  | 45        | الرئيسية                  | 2014-10-19         | 2014-11-02           |         |        |
| شركة الحمادي للتنمية والإستثمار                                     | 22,500,000                   | 28        | الرئيسية                  | 2014-06-11         | 2014-06-17           |         |        |
| مجموعة عبدالمحسن الحكير للسياحة والتنمية                            | 16,500,000                   | 50        | الرئيسية                  | 2014-05-28         | 2014-06-03           |         |        |
| شركة أسمنت ام القرى                                                 | 27,500,000                   | 10        | الرئيسية                  | 2014-04-29         | 2014-05-05           |         |        |
| الشركة السعودية للتسويق                                             | 7,500,000                    | 36        | الرئيسية                  | 2014-01-22         | 2014-01-28           |         |        |
| شركة بوان                                                           | 15,000,000                   | 36        | الرئيسية                  | 2013-11-27         | 2013-12-03           |         |        |
| شركة متلايف وايه أي جي والبنك العربي للتأمين التعاوني               | 5,250,000                    | 10        | الرئيسية                  | 2013-05-27         | 2013-06-02           |         |        |
| شركة الجزيرة تكافل تعاوني                                           | 10,500,000                   | 10        | الرئيسية                  | 2013-05-13         | 2013-05-19           |         |        |
| الشركة الوطنية للرعاية الطبية                                       | 13,500,000                   | 27        | الرئيسية                  | 2013-02-04         | 2013-02-10           |         |        |
| شركة أسمنت المنطقة الشمالية                                         | 90,000,000                   | 10        | الرئيسية                  | 2013-01-08         | 2013-01-14           |         |        |
| شركة دله للخدمات الصحية القابضة                                     | 14,200,000                   | 38        | الرئيسية                  | 2012-11-19         | 2012-11-25           |         |        |
| شركة أسمنت المدينة                                                  | 94,600,000                   | 10        | الرئيسية                  | 2012-09-10         | 2012-09-16           |         |        |
| شركة الخطوط السعودية للتموين                                        | 24,600,000                   | 54        | الرئيسية                  | 2012-06-18         | 2012-06-24           |         |        |
| مجموعة الطيار للسفر                                                 | 24,000,000                   | 57        | الرئيسية                  | 2012-05-14         | 2012-05-20           |         |        |
| شركة أسمنت نجران                                                    | 85,000,000                   | 10        | الرئيسية                  | 2012-04-16         | 2012-04-22           |         |        |
| شركة الإنماء طوكيو مارين                                            | 6,000,000                    | 10        | الرئيسية                  | 2012-03-19         | 2012-03-25           |         |        |
| شركة تكوين المتطورة للصناعات                                        | 9,000,000                    | 26        | الرئيسية                  | 2012-01-16         | 2012-01-22           |         |        |
| صندوق إتش إس بي سي السعودي 20 المتداول                              | 10,000,000                   | 20        | صناديق المؤشرات           | 2011-11-20         | 2011-11-20           |         |        |
| صندوق فالكم المتداول لقطاع البتروكيماويات                           | 25,000,000                   | 20        | صناديق المؤشرات           | 2010-07-10         | 2010-07-10           |         |        |
| صندوق فالكم المتداول للأسهم السعودية                                | 50,000,000                   | 20        | صناديق المؤشرات           | 2010-03-28         | 2010-03-28           |         |        |

## حقوق الاولوية
حقوق الاولوية للشركات المدرجة في السوق المالية السعودية (تداول)
| رمز الشركة | اسم الشركة (حقوق اولوية)                             | عدد الأسهم المطروحة للإكتتاب | سعر الطرح | السوق          | تاريخ بدء الإكتتاب | تاريخ نهاية الإكتتاب | نشرة الإصدار |
| ---------- | ---------------------------------------------------- | ---------------------------- | --------- | -------------- | ------------------ | -------------------- | ------------ |
|            | شركة صدر للخدمات اللوجستية                           | 15,000,000                   | 10        | السوق الرئيسية | 2021/12/06         | 2021/12/16           | نشرة الإصدار |
|            | شركة باتك للإستثمار والأعمال اللوجستية               | 30,000,000                   | 10        | السوق الرئيسية | 2021/12/13         | 2021/12/23           | نشرة الإصدار |
| 10201      | بنك الجزيرة                                          |                              |           |                |                    |                      |              |
| 10301      | بيع أسهم خزينة البنك السعودي للإستثمار               |                              |           |                |                    |                      |              |
| 12011      | شركة تكوين المتطورة للصناعات                         |                              |           |                |                    |                      |              |
| 12111      | شركة التعدين العربية السعودية                        |                              |           |                |                    |                      | نشرة الإصدار |
| 12131      | مجموعة السريع التجارية الصناعية                      |                              |           |                |                    |                      |              |
| 12132      | شركة نسيج العالمية التجارية                          |                              |           |                |                    |                      | نشرة الإصدار |
| 18201      | مجموعة عبدالمحسن الحكير للسياحة والتنمية             |                              |           |                |                    |                      |              |
| 21101      | شركة الكابلات السعودية                               |                              |           |                |                    |                      |              |
| 21601      | شركة أميانتيت العربية السعودية                       |                              |           |                |                    |                      |              |
| 22201      | الشركة الوطنية لتصنيع وسبك المعادن                   |                              |           |                |                    |                      |              |
| 23001      | الشركة السعودية لصناعة الورق                         |                              |           |                |                    |                      |              |
| 23701      | شركة الشرق الأوسط للكابلات المتخصصة                  |                              |           |                |                    |                      |              |
| 30081      | شركة الكثيري القابضة                                 |                              |           |                |                    |                      |              |
| 40111      | شركة لازوردي للمجوهرات                               |                              |           |                |                    |                      |              |
| 40611      | مجموعة أنعام الدولية القابضة                         |                              |           |                |                    |                      |              |
| 40701      | شركة تهامة للإعلان والعلاقات العامة                  |                              |           |                |                    |                      |              |
| 41401      | الشركة السعودية للصادرات الصناعية                    |                              |           |                |                    |                      |              |
| 42901      | شركة الخليج للتدريب والتعليم                         |                              |           |                |                    |                      | نشرة الإصدار |
| 60121      | شركة ريدان الغذائية                                  |                              |           |                |                    |                      |              |
| 60401      | شركة تبوك للتنمية الزراعية                           |                              |           |                |                    |                      |              |
| 60402      | شركة تبوك للتنمية الزراعية                           |                              |           |                |                    |                      |              |
| 60501      | الشركة السعودية للأسماك                              |                              |           |                |                    |                      |              |
| 70301      | شركة الإتصالات المتنقلة السعودية                     |                              |           |                |                    |                      |              |
| 80111      | متلايف ايه أي جي العربي                              |                              |           |                |                    |                      |              |
| 80201      | شركة ملاذ للتأمين التعاوني                           |                              |           |                |                    |                      |              |
| 80301      | شركة المتوسط والخليج للتأمين وإعادة التأمين التعاوني |                              |           |                |                    |                      | نشرة الإصدار |
| 80302      | شركة المتوسط والخليج للتأمين وإعادة التأمين التعاوني |                              |           |                |                    |                      |              |
| 80401      | شركة أليانز السعودي الفرنسي للتأمين التعاوني         |                              |           |                |                    |                      |              |
| 80501      | شركة سلامة للتأمين التعاوني                          |                              |           |                |                    |                      |              |
| 80601      | الشركة السعودية المتحدة للتأمين التعاوني             |                              |           |                |                    |                      |              |
| 81101      | الشركة السعودية الهندية للتأمين التعاوني             |                              |           |                |                    |                      |              |
| 81401      | الشركة الاهلية للتأمين التعاوني                      |                              |           |                |                    |                      |              |
| 81601      | شركة التأمين العربية التعاونية                       |                              |           |                |                    |                      |              |
| 81901      | الشركة المتحدة للتأمين التعاوني                      |                              |           |                |                    |                      |              |
| 82301      | شركة الراجحي للتأمين التعاوني                        |                              |           |                |                    |                      |              |
| 82501      | شركة أكسا للتأمين التعاوني                           |                              |           |                |                    |                      |              |
| 82601      | الشركة الخليجية العامة للتأمين التعاوني              |                              |           |                |                    |                      |              |
| 82701      | شركة بروج للتأمين التعاوني                           |                              |           |                |                    |                      |              |
| 82801      | شركة العالمية للتأمين التعاوني                       |                              |           |                |                    |                      |              |
| 83001      | الشركة الوطنية للتأمين                               |                              |           |                |                    |                      |              |
| 83101      | شركة أمانة للتأمين التعاوني                          |                              |           |                |                    |                      |              |
| 83111      | شركة عناية السعودية للتأمين التعاوني                 |                              |           |                |                    |                      |              |
| 83121      | شركة الإنماء طوكيو مارين                             |                              |           |                |                    |                      |              |

## وصلات خارجية
- موقع تداول
- موقع هيئة سوق المال